# HMS Ville de Paris
Le HMS Ville de Paris est un navire de ligne de 110 canons (1er rang) en service dans la Royal Navy.

## Histoire
Conçu par John Henslow, il est lancé le 17 juillet 1795.
Il est un temps le navire amiral de John Jervis.
Cuthbert Collingwood meurt à son bord d'une maladie.
Le Ville de Paris est démoli en 1845.

## Étymologie
Son nom provient du navire français Ville de Paris, navire amiral de l'escadre de François Joseph Paul de Grasse lors de la guerre d'indépendance des États-Unis.
Ce dernier est capturé par les Britanniques à la bataille des Saintes en avril 1782 puis il coule à son retour en Angleterre à la suite d'une tempête.